# Granbaldakinspindel
Granbaldakinspindel (Pityohyphantes phrygianus) är en spindelart som först beskrevs av Carl Ludwig Koch 1836.  Granbaldakinspindel ingår i släktet Pityohyphantes och familjen täckvävarspindlar. Arten är reproducerande i Sverige. Inga underarter finns listade i Catalogue of Life.